# Jewish Virtual Library
Jewish Virtual Library é uma enciclopédia on-line em língua inglesa publicada pela American-Israeli Cooperative Enterprise (AICE). Fundada em 1993, é um site abrangente, cobrindo Israel, o povo judeu e a cultura judaica.